# François Jobin
Pour les articles homonymes, voir Jobin.
François Jobin (Ottawa, 7 décembre 1946 - ) est un réalisateur de télévision et un écrivain québécois. 
Il réalise pour Radio-Québec les émissions Fleur de macadam (été 1980), trois Visage (en 1985-1986), Le Club des 100 watts (de 1988 à 1990, puis en 1994-1995), Télé service (1994-1995), puis Km/H (de 1998 à 2006; 156 épisodes, plus 5 de 60 minutes), en plus de participer à la réalisation de plusieurs téléthons. En 1990 il reçoit le prix Gémeau pour Le Club des 100 Watts. Il réalise également les  émissions Génies en herbe et Nord-Sud. Il réalise aussi les six saisons de Radio Enfer sur les ondes de Canal Famille et de VRAK.TV. 
Depuis les années 1990, il écrit des romans dans lesquels il déploie une imagination débridée, un humour caustique et fait preuve d’une maîtrise parfaite des moyens narratifs. François Jobin est membre de l'Union des écrivaines et des écrivains québécois.

## Citations
- « La quintessence de la télé, ça ressemble à une joute de hockey : celle-ci est diffusée en direct et n'a aucune valeur de reprise. Aujourd'hui, on a perdu de vue tout ça. »
- « Il faut faire confiance au public et à sa capacité de réflexion. Évitons de toujours tomber dans les émotions. »
- « Certes, il y a place pour une télévision de qualité, sans pour autant y enlever son caractère populaire. »

## Publications
- 1992 : Max ou le sens de la vie, Éditions Québec Amérique.
- 1996 : La deuxième vie de Louis Thibert, Éditions Québec Amérique.
- 2000 : Une vie de toutes pièces, VLB éditeur.
- 2013 : Mensonges et autres tromperies, La Courte Échelle.